# Firland
Firland er en børne fantasy bogserie på tre bøger skrevet af Norman Sandiford Power udgivet mellem 1970 og 1974. Den tredje bog er kun udgivet på dansk.
Forfatteren var inspireret af J. R. R. Tolkien og C. S. Lewis.

## Handling
Firland er en fiktiv ø, der befinder sig i fortiden. Øen besøges af nogle børn fra nutiden.

## Bøger
- The Forgotten Kingdom aka The Forgotten Kingdom: The Firland Saga aka *The Firland Saga (roman) (1970, 1973)
- Fear in Firland (roman) (1974) (dansk: Frygt i Firland)
- Firland i flammer (roman) (1974) findes kun på dansk.

## References
1. ↑  Henrik Larsen, "Landet du ikke kan nå" ("The Country You cannot Reach"), published in Obskuriøst nr. 5/6, juni 2003. Further elaborations by the same author in "Firland - om en særdeles obskuriøs bogserie Arkiveret 27. juli 2011 hos  Wayback Machine" (web page, as of July 18, 2010)
2. 1 2  tolkiengateway.net Om Firland